# Oruza dasycara
Oruza dasycara är en fjärilsart som beskrevs av Louis Beethoven Prout 1926. Oruza dasycara ingår i släktet Oruza och familjen nattflyn. Inga underarter finns listade i Catalogue of Life.